# Unité mobile de premiers secours
Pour les articles homonymes, voir UMPS.
L’Unité mobile de premiers secours, abrégée U.M.P.S, est, en France, une association agréée de sécurité civile (AASC) dont les missions sont les dispositifs prévisionnels de secours, l’assistance médicale, les missions humanitaires et sociales.
La première Unité (U.M.P.S 91) a été créée en août 2000 par des professionnels du monde médical et paramédical (infirmiers, ambulanciers, ambulanciers SMUR) mais également par des bénévoles du milieu du secourisme afin de couvrir des manifestations sportives et culturelles qui n'était pas couvert par des organismes compétents.
L'U.M.P.S a su se démarquer très vite en intervenant par exemple sur les attentats de New York en septembre 2001.
En 2006, une seconde unité voit le jour, c'est l'U.M.P.S 37. Elle sera rejointe par d'autres jusqu'en 2012 où l'association évolue et se lance sur le plan national : l'Institut National des Unités Mobiles de Premiers Secours (IN-UMPS) est créé, puis dissout faute d’unités départementales suffisantes pour obtenir l’agrément national. 

## Description
L'UMPS est une association de secourisme regroupant 21 Unités départementales. Ses missions sont variées et se concentrent autour de trois axes principaux :
- la mise en place de Dispositif prévisionnel de secours (DPS, PAPS)
- la tenue d'opérations de secours (Orsec Orsan / NOVI / Garde SAMU / Garde Sapeurs-Pompiers)
- l'aide humanitaire et sociale (AHS)

En complément des lots de matériel de premiers secours et de ranimation conforme au référentiel national des missions de sécurité civile (lots A, B et C), l’U.M.P.S s’est dotée de matériel spécifique dans la paramédicalisation, le sauvetage déblaiement et la radiocommunication.